# Grésy-sur-Isère
Grésy-sur-Isère är en kommun i departementet Savoie i regionen Auvergne-Rhône-Alpes i sydöstra Frankrike. Kommunen ligger i kantonen Grésy-sur-Isère som tillhör arrondissementet Albertville. År 2022 hade Grésy-sur-Isère 1 197 invånare.

## Befolkningsutveckling
Antalet invånare i kommunen Grésy-sur-Isère
| Referens: INSEE |